# Atelerix sclateri
Atelerix sclateri là một loài động vật có vú trong họ Erinaceidae, bộ Erinaceomorpha. Loài này được Anderson mô tả năm 1895.